# لغة كووت
لغة كووت أو باناراس هي لغة معزولة، وهي اللغة الوحيدة غير الأسترونيزية التي يتم التحدث بها في جزيرة أيرلندا الجديدة، بابوا غينيا الجديدة. هناك حوالي 2400 متحدث بها، يتركز متحدثوها في المقام الأول على الساحل الشمالي الغربي للجزيرة. ربما بسبب قاعدة المتحدثين بها الضئيل، لا توجد لهجات مهمة موجودة داخل اللغة الكووتية. وهي لغة مهددة بالانقراض.